# 張鳳圖
張鳳圖（1583年—？年），字瑞唐，號符輿，江西建昌府南豐縣人，明朝政治人物。

## 生平
庚子江西鄉試第六十七名舉人，萬曆三十八年（1610年）庚戌科會試九十一名，第三甲第二十三名進士。大理寺觀政，授浙江紹興府推官，陞南京刑部主事。

## 家族
曾祖張大遠；祖父張民德；父張照，壬子舉人、祁陽□□縣尹；母魏氏；前母傅氏；庶母尚氏。慈侍下。兄鳳翼（廩生）；鳳羽（增生）；鳳翅（庠生）；鳳起（廩生）；鳳拱（己酉舉人），弟鳳鳴（庠生）；鳳藻（庠生）。子治經（庠生）；治功；治式；治理。